# Septfontaines (Habscht)
Pour les articles homonymes, voir Septfontaines.
Septfontaines (en luxembourgeois : Simmer  et en allemand : Simmern) est une section et un village de la commune luxembourgeoise de Habscht située dans le canton de Capellen.

## Géographie
Septfontaines est située dans la vallée de l'Eisch (un affluent de l'Alzette), aussi connue sous le nom de 'Vallée des sept châteaux'.

## Histoire
En 1824, la commune de Greisch fusionna avec Septfontaines.
Le 1er janvier 2018, la commune fusionne avec Hobscheid pour former la nouvelle commune de Habscht.

## Population et société

### Démographie
L'évolution du nombre d'habitants est connue à travers les recensements de la population effectués dans le pays depuis 1821. Les recensements décennaux de la population permettent de caler les chiffres sur la composition de la population par sexe, âge, nationalité et commune de résidence. Entre deux recensements, la population au 1er janvier de l’année {\displaystyle x} est évaluée en ajoutant à la population au 1er janvier de l’année {\displaystyle x-1} les soldes naturel (naissances {\displaystyle -} décès) et migratoire (arrivées {\displaystyle -} départs) de l'année. La même méthode est appliquée pour la répartition par âge au 1er janvier et les effectifs totaux par nationalité. 
Au 1er janvier 2017,  comptait 812 habitants.
| 1821 | 1851  | 1871 | 1880 | 1890 | 1900 | 1910 | 1922 | 1930 |
| ---- | ----- | ---- | ---- | ---- | ---- | ---- | ---- | ---- |
| 897  | 1 068 | 951  | 903  | 874  | 845  | 732  | 694  | 612  |

| 1935 | 1947 | 1960 | 1970 | 1978 | 1979 | 1981 | 1983 | 1984 |
| ---- | ---- | ---- | ---- | ---- | ---- | ---- | ---- | ---- |
| 608  | 600  | 519  | 550  | 506  | 503  | 484  | 490  | 500  |

| 1985 | 1986 | 1987 | 1988 | 1989 | 1990 | 1991 | 1992 | 1993 |
| ---- | ---- | ---- | ---- | ---- | ---- | ---- | ---- | ---- |
| 500  | 510  | 520  | 522  | 559  | 565  | 624  | 647  | 680  |

| 1994 | 1995 | 1996 | 1997 | 1998 | 1999 | 2000 | 2001 | 2002 |
| ---- | ---- | ---- | ---- | ---- | ---- | ---- | ---- | ---- |
| 709  | 705  | 732  | 734  | 748  | 793  | 741  | 777  | 790  |

| 2003 | 2004 | 2005 | 2006 | 2007 | 2008 | 2009 | 2010 | 2011 |
| ---- | ---- | ---- | ---- | ---- | ---- | ---- | ---- | ---- |
| 798  | 804  | 790  | 762  | 754  | 786  | 783  | 775  | 744  |

| 2012 | 2013 | 2014 | 2015 | 2016 | 2017 | - | - | - |
| ---- | ---- | ---- | ---- | ---- | ---- | - | - | - |
| 774  | 822  | 833  | 808  | 813  | 812  | - | - | - |

Pour des raisons techniques, il est temporairement impossible d'afficher le graphique qui aurait dû être présenté ici.

## Culture locale et patrimoine

### Lieux et monuments
- le château (à ne pas confondre avec le château de Septfontaines à Luxembourg) ;
- l'église Saint-Martin.